# 1983年朝鮮民航Il-62墜落事故
1983年朝鮮民航Il-62墜落事故（1983ねんちょうせんみんこうIl-62ついらくじこ）は、1983年7月1日に発生した航空事故である。カイロ国際空港からコナクリ国際空港へ向かっていた朝鮮民航のイリューシン Il-62Mがギニアのフータ・ジャロンに墜落し、乗員乗客23人全員が死亡した。同機は翌1984年に開催予定であったアフリカ統一機構のサミットに先立ち、建設資材や多数の労働者を乗せて平壌から飛行していた。この事故はギニアで発生した航空事故の中で最悪の事故であり、10番目のIl-62の機体損失事故となった。

## 事故機
事故機のイリューシン Il-62M（P-889）は製造番号2139.1.として1981年初頭にカザンの工場で製造されて初飛行し、その後、同年に北朝鮮の国営航空会社であった朝鮮民航（現在の高麗航空）に納入された。エンジンはソロヴィヨーフ D-30を搭載しており、1982年に貨物室のハッチが離陸中に開いて離陸中止になった以外に事故歴はなかった。

## 事故の経緯
1983年7月1日、事故機は1984年5月にギニアのコナクリで開催が予定されていた第20回アフリカ統一機構サミットに先立ち、ホールの工事を完成させるために建設資材や建設作業員及び技術者を乗せて北朝鮮の平壌を出発した。事故機はギニアに向かう途中でカーブル国際空港とカイロ国際空港を経由した。
事故機はコナクリ国際空港へ向かう途中で同空港から160マイル北西にあるラベ付近のフータ・ジャロンに墜落し、乗員乗客23人全員が死亡した。この事故は公表されている中では朝鮮民航初の死亡事故であった。

## 事故後
事故現場が人里離れた場所であり到達が困難であったため、事故のニュースが拡散されるのが遅れた。また、事故原因は公表されなかったがパイロットの疲労による操縦ミスが疑われている。
ギニア政府高官の代表団が事故直後に北朝鮮を訪問し、金日成に公式の弔意を示した。